# Johannes Hage (journalist)
 Der er flere personer med dette navn, se Johannes Hage (godsejer).
Johannes Dam Hage (født 2. april 1800 i Stege, død 15. september 1837 Ordrup) var en dansk overlærer og redaktør.

## Uddannelse
Hage var bror til Alfred Anton Hage. Han besøgte først latinskolen i Nykøbing på Falster og fulgte derfra med rektor S.N.J. Bloch, i hvis hus han var, til Roskilde Katedralskole, hvorfra han 1817 dimitteredes til Universitetet. Efter at han havde taget Anden Eksamen, gik han en tid lang sin fader til hånde ved forretningen og blev derpå huslærer hos fru Bartholin-Eichel på Svanholm i Horns Herred. Det var i disse to stillinger, at Hage lagde grunden til den omfattende kommercielle og landøkonomiske viden, hvoraf han senere viste sig at være i besiddelse; i øvrigt havde han ved en overordentlig flid, der virkede svækkende på hans helbred, erhvervet sig omfattende kendskab til den klassiske litteratur og de moderne hovedsprog, ligesom han også havde gjort indtrængende historiske og geografiske studier. Efter at han havde forlovet sig med frøken Charlotte Bolette Bartholin, en brordatter af godsejerindens afdøde mand, bestemte han sig til at tage en embedseksamen, og han valgte da, uden at føle noget egentlig kald til det, det teologiske studium. Han absolverede 1824 den teologiske embedseksamen. Svag, som han var af helbred, vendte han atter tilbage til huslærervirksomheden på Svanholm, men flyttede det følgende år til København, hvor han var bleven alumnus på Borchs Kollegium. Blandt de ungdomsvenner, han her omgikkes, kunne Severin Claudius Wilken Bindesbøll, Gerhard Peter Brammer og Hans Mathias Velschow fremhæves. I en disputats, som Hage ifølge kollegiets regler måtte skrive, anvendte han nogle udtalelser, der blev betegnende for den senere politiker. han karakteriserede deri den hellige alliance som et forbund, der i modsætning til sit navn trådte alle guddommelige og menneskelige rettigheder under fødder, hvad der vakte anstød hos autoriteterne og pådrog ham en irettesættelse af kollegiets ephorus, etatsråd Hurtigkarl.

## Skolemanden
I året 1827 udnævntes Hage til adjunkt ved Roskilde Katedralskole med historie og geografi som hovedfag, og tre år senere blev han overlærer, efter at han havde taget den filologiske embedseksamen. Hage, der 1828 havde gjort en udflugt til Tyskland og Schweiz, tiltrådte 1831, efter 16. september samme år, at have ægtet sin forlovede, med offentlig understøttelse en udenlandsrejse, der dog blev afbrudt af den den gang herskende koleraepidemi. Han var en samvittighedsfuld lærer, men den pædagogiske virksomhed lå ikke rigtig for ham, og han havde en tendens til at behandle ubegavede disciple med en vis hån. Ved siden af skolegerningen syslede han med naturvidenskabelige studier og udgav 1833 Grundtræk af den rene Geografi.

## Virke som politisk journalist
Men samtidig nærede han en levende interesse for politiske, statsøkonomiske og kommunale spørgsmål og fulgte med den største opmærksomhed begivenhederne i udlandet. han var en erklæret tilhænger af folkesuverænitetens princip, således som dette var kommet til gennembrud i den franske julirevolution, og han havde et skarpt blik for de skrøbelige sider ved Frederik 6.s politiske system, der havde haft så ødelæggende økonomiske virkninger for landet. Da Hage følte en stigende trang til at optræde som aktiv politiker i den periodiske litteratur, en trang, som kongens løfte om indførelsen af stænderinstitutionen 1831 gjorde endnu intensivere, foreslog han professor Christian Georg Nathan David udgivelsen af et ugeskrift, der skulle behandle historisk-politiske, statistiske og statsøkonomiske spørgsmål. I september 1834 udkom det af David redigerede ugeblad Fædrelandet, ved hvilket Hage først var en virksom medarbejder og fra september det følgende år redaktør. overlærerembedet, i hvilket han siden foråret 1835 havde holdt vikar, fratrådte han i oktober 1836 og helligede sig fra nu af den journalistiske virksomhed, samtidig med at han var et ivrigt medlem af trykkefrihedsselskabets bestyrelse. Til Fædrelandet leverede han en række grundige og velskrevne artikler om bank-, told-, konsumtions-, assurance- og kommunikations-væsen og gav deri vink, der blev taget til følge af autoriteterne.

## Retssag
Da Hage særskilt udgav en Oversigt over Europas Historie i 1835 (1836), der til dels havde stået i form af artikler i Fædrelandet, anlagde Kancelliet sag imod ham for fornærmelser mod fremmede magter. Han frifandtes ved Hof- og Stadsretten, men idømtes ved Højesterets dom af 26. juni 1837 mulkt og livsvarig censur. Som en følge deraf fratrådte han stillingen som Fædrelandets ansvarlige redaktør. Sagens udfald vakte hans harme og forøgede den melankoli, hvortil han især efter sin hustrus død i 1834 havde været hengivet. Hage skulle ikke længe overleve Højesterets kendelse. 16. september 1837 døde han efter hjemkomsten fra en rejse til Holsten. Han havde endnu dagen forinden skrevet på en artikel til Fædrelandet. Han var en skarp og talentfuld politisk oppositionsfører, hvis ærlige vilje blev anerkendt af modstanderne, selv af kong Frederik 6. Det er Hages fortjeneste, at han har stået i første række af vore forkæmpere for den konstitutionelle frihed.